# Wisner von Morgenstern

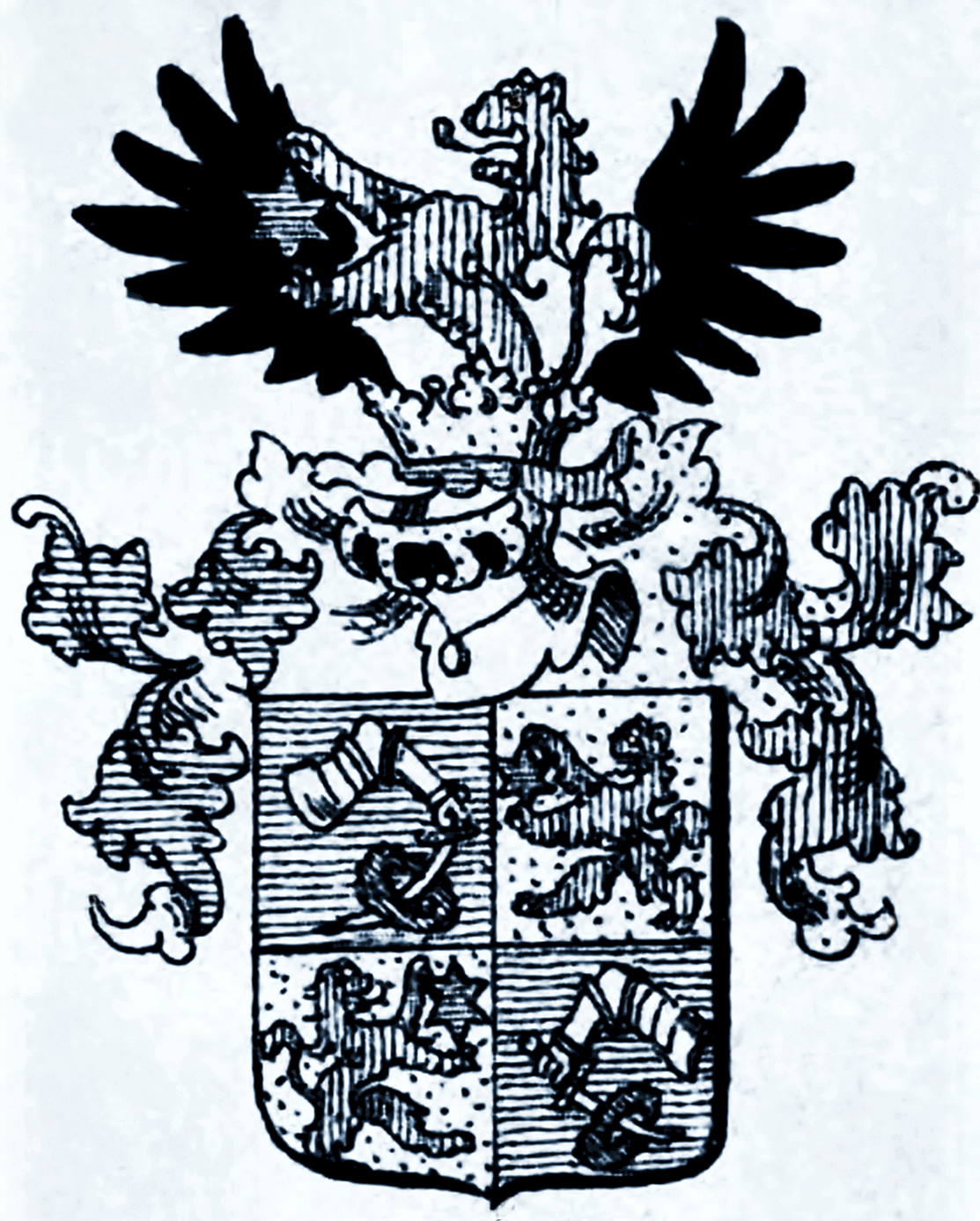
Wappen der Wisner von Morgenstern

Wisner von Morgenstern, auch  Wiesner von Morgenstern, Vinzner von Morgenstern oder Viszner von Morgenstern, ist der Name eines erloschenen Adelsgeschlechts der ungarischen Kronlande.

## Geschichte
Die Familie stammt aus dem Komitat Agram. Franz Vinzner von Morgenstern erhielt für sich, seine Gattin Gertrude Metzner und seine Kinder Georg und Karoline in Preßburg am 26. Juli 1792 von König Franz II. einen Adels- und Wappenbrief. Später lebten Mitglieder der Familie auch im Banat sowie in Paraguay.

## Wappen
Im von Blau und Gold gevierten Schild: 1 und 4 ein geharnischter, gebeugter und gestürzter Arm, einen Krummsäbel mit Parierstange in der Faust haltend, dessen Spitze durch einen grünen Lorbeerkranz stößt. 2 und 3 ein einwärts gekehrter roter Löwe, einen sechsstrahligen blauen Stern zwischen den Vorderpranken haltend. Auf dem gekrönten Helm mit rechts blau-silbernen, links rot-goldenen Decken, zwischen einem offenen, schwarzen Flug, der Löwe wachsend.

## Angehörige
- Georg Karl Wisner von Morgenstern (* 1783; † 1855), Komponist, Dirigent und Pädagoge[3]
- Franz Xaver Wisner von Morgenstern (* 1804; † 1878), Architekt, Historiker, Kartograph, Militär-Ingenieur und Oberst, unter anderem wurde 1844 nach seinen Entwürfen die Festung Humaitá errichtet